# Mont hydrothermal

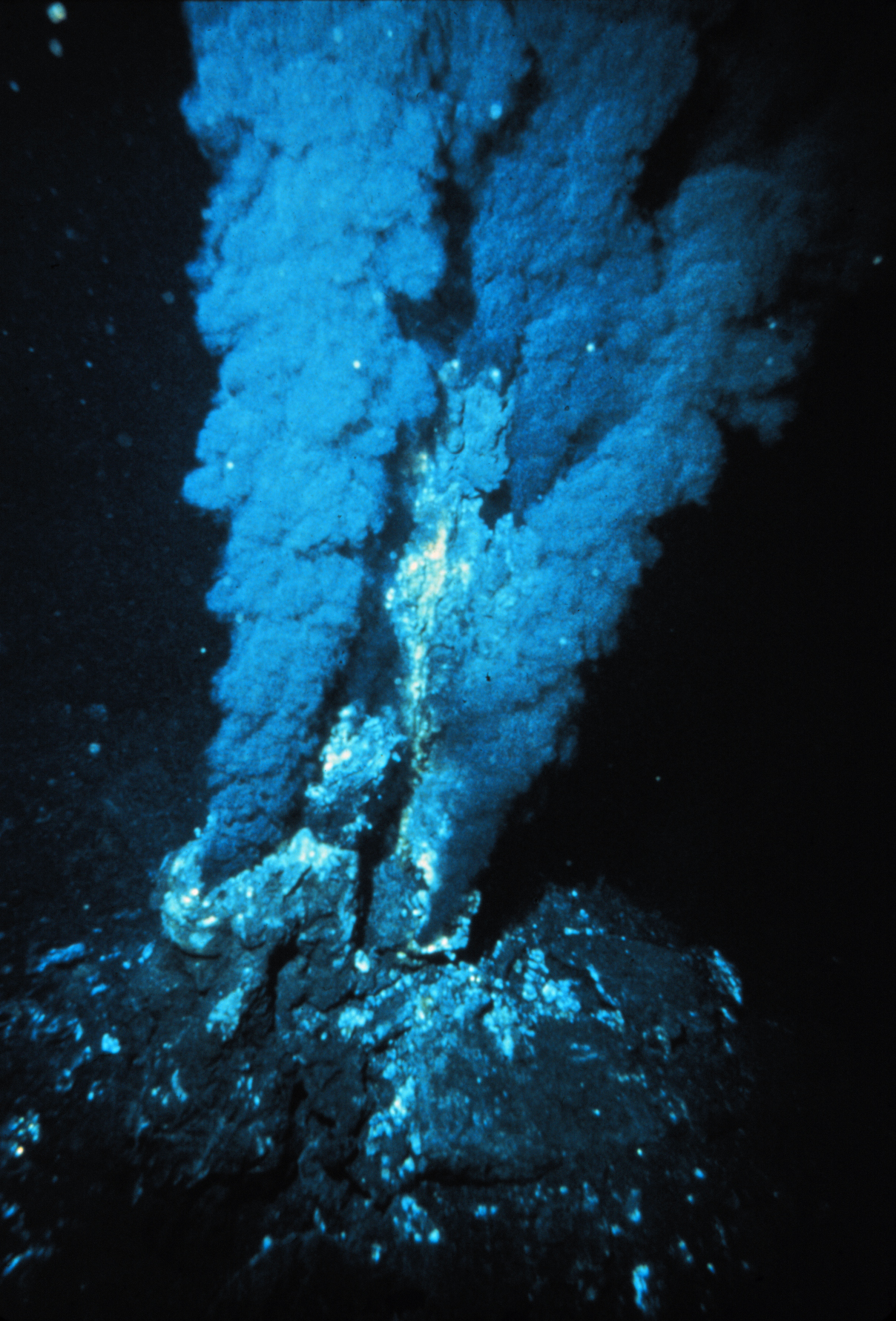
Une cheminée hydrothermale dans l'océan Atlantique.

Les monts hydrothermaux, cheminées hydrothermales, sources hydrothermales ou fumeurs sont des évents hydrothermaux mesurant entre 70 et 100 mètres de haut, situés sur l'axe des dorsales océaniques ainsi qu'à proximité des bassins arrière-arc. Ils sont une conséquence des mouvements des plaques tectoniques. Ils évacuent une partie de la chaleur interne de la Terre. C’est en 1977 que ces monts et la vie sous-marine luxuriante qui leur est associée ont été découverts aux îles Galápagos par le submersible américain Alvin. Cet écosystème privé de lumière est basé sur une production primaire assurée par des bactéries chimiosynthétiques qui vivent libres ou en symbiose avec les organismes.

## Historique

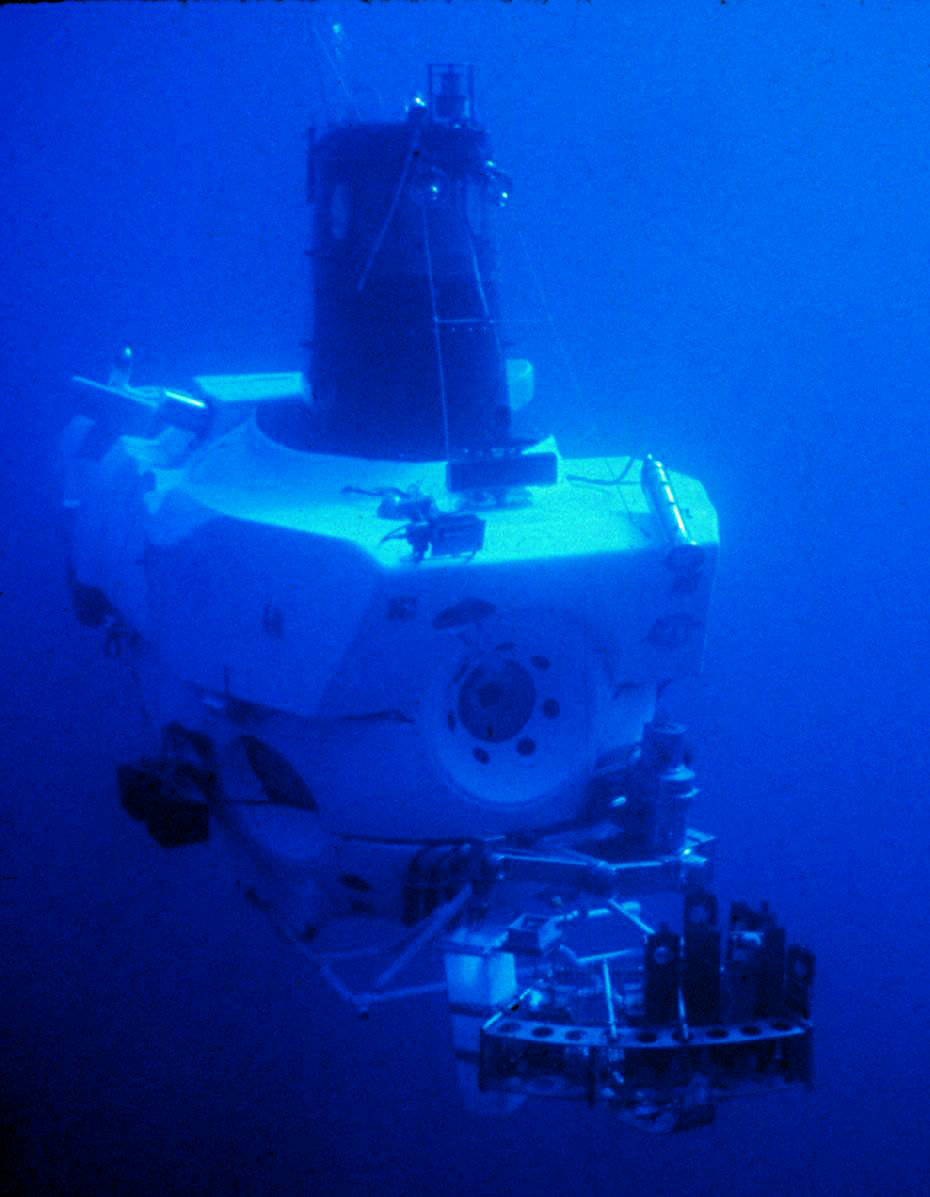
Le submersible Alvin en 1978, un an après la découverte des monts hydrothermaux.

En 1949, une étude des eaux profondes détecta des saumures anormalement chaudes dans la partie centrale de la mer Rouge. Plus tard, dans les années 1960, d'autres recherches ont confirmé la présence singulière d'eaux chaudes (60 °C) et de composés métalliques, en provenance d'un rift.
Les systèmes hydrothermaux sous-marins ont finalement été découverts en 1977 par le sous-marin américain Alvin, un submersible de 16 tonnes, équipé pour la recherche dans les abysses. Lors d'une plongée au niveau de l'Équateur, les géologues Jack Corliss et Tjeerd van Andel conduits par Jack Donnelly, le pilote, découvrirent le 17 février 1977, à l'axe de la dorsale océanique des îles Galápagos, d'importantes structures minérales ressemblant à des termitières, par 2 630 m de fond. Ils remarquent qu'un fluide, chargé en minéraux, en méthane et en sulfures d'hydrogène, s'en échappe. Lors d'une plongée postérieure menée en 1979 sur la même zone et avec le même submersible, des biologistes trouvèrent un écosystème inédit, profitant des minéraux et de la chaleur émise par les monts hydrothermaux comme la base d'une chaîne alimentaire reposant sur la chimiosynthèse bactérienne. L'« oasis de vie », dans un milieu où règne l'obscurité totale et une pression hydrostatique importante, est riche et variée : les chercheurs y découvrent de nouvelles espèces de bivalves, de poissons abyssaux, de crustacés, de poulpes dans des zones pensées jusqu'alors désertiques.
De nouvelles campagnes de plongée permirent une étude approfondie de ces environnements atypiques. Ainsi, entre 1982 et 1999, neuf campagnes ont été réalisées par l'Ifremer au large des côtes de la Californie et du Mexique.
On pense que des cheminées hydrothermales pourraient exister sur Encelade (une lune de Saturne) et sur Europe (une lune de Jupiter),.

## Formation des systèmes hydrothermaux

### Fonctionnement des monts hydrothermaux

Vue en coupe (sans échelle) d'une dorsale océanique. Légende :
1 : chambre magmatique
2 : gabbros
3 : basalte
4 : dike
5 : faille normale
6 : lave en coussin

Schéma d'un mont hydrothermal

Les monts hydrothermaux, et plus généralement l'ensemble des phénomènes hydrothermaux océaniques, sont une conséquence indirecte des phénomènes d'accrétion ainsi que d'extension observés au niveau des plaques tectoniques. C'est pour cette raison que les sources hydrothermales se retrouvent au niveau des rides médio-océaniques.
Dans ces espaces, le magma remonte et forme des chambres magmatiques à quelques kilomètres de profondeur. Lors de son refroidissement, il se rétracte et forme des anfractuosités dans la croûte océanique. L'eau de mer, froide (environ 2 °C), s'infiltre par ces anfractuosités jusqu'en profondeur et se réchauffe à proximité du magma chaud (près de 1 200 °C).
Sous l'effet de la pression, cette eau chaude remonte vers le plancher océanique en lessivant les roches rencontrées ; cet effet est accentué par les fortes températures et pressions qui augmentent le pouvoir de solubilisation de l'eau. Elle s'acidifie et s'enrichit en éléments métalliques.

Schéma (sans échelle) d'un mont hydrothermal et de la circulation associée au niveau d'une dorsale océanique rapide

La composition du fluide hydrothermal émis varie avec la température et la nature des roches rencontrées lors de la remontée vers le plancher océanique et diffère de celle de l'eau de mer, oxygénée et faiblement alcaline. À la sortie, le fluide est caractérisé par sa température élevée (350 à 400 °C), un pH acide (2), de fortes concentrations en gaz dissous (H2S, CH4, CO, CO2, H2) et en ions métalliques (Si+, Mn2+, Fe2+, Zn2+) ainsi qu'une anoxie (c'est-à-dire une absence d'oxygène) marquée.
Il détient en revanche de faibles concentrations en ions phosphate (PO43−), magnésium (Mg2+), nitrate (NO3−) et sulfate (SO42−).
Leur salinité est très variable (entre 0,1 et 2 fois celle de l'eau de mer).
Lors de la découverte des structures hydrothermales dans les années 1970, il était considéré que la composition du fluide était relativement constante et stable. Il est désormais établi, grâce à la découverte de nouveaux sites, que la composition du fluide est très variable. Sa composition, sa température et son débit sont variables avec le niveau de dilution de l'eau de mer avant la sortie ; elle diffère donc entre les sites, ou même entre plusieurs sources d'un même site. Sur le temps, le fluide peut conserver la même composition jusqu'à une dizaine d'années ou évoluer lentement ou rapidement.
En fonction de la composition du fluide hydrothermal, on distingue deux types différents de fumeurs : les fumeurs noirs, au fluide hydrothermal chaud et riche en soufre, ainsi que les fumeurs blancs, dont le fluide est moins chaud et ne contient pas de particules.
Les cheminées hydrothermales alimentent les océans en fer, et si ce fer remonte à la surface, il favorise alors la croissance du phytoplancton. Ainsi elles participent au pompage biologique du carbone. Toutefois à peine 0,2 % du fer apporté par les sources sous-marines reste soluble. Les fumeurs, et en particulier les fumeurs noirs, représentent de véritables oasis de vies au fond des océans. Des organismes se sont adaptés, exploitant la chaleur et le soufre émis par ces sources hydrothermales.

### Effets sur le plancher océanique
Dans les couches supérieures du plancher océanique, les basaltes, gabbros et les péridotites présentent des minéraux altérés en raison du lessivage et de la dissolution par l'eau de mer. Ainsi, les plagioclases sont transformés en argiles, les pyroxènes et les olivines par de la serpentine. Ils sont hydratés, c'est-à-dire qu'ils possèdent des radicaux hydroxydes (OH−) apportés par l'eau.
En outre, la circulation d'eau de mer dans la croûte océanique a pour effet l'évacuation de la chaleur du plancher océanique, et donc plus généralement de celle de la Terre, issue de la désintégration d'éléments radioactifs du manteau terrestre et de l'accrétion originelle de planétoïdes et de petits grains de matière de la nébuleuse solaire il y a 4,6 milliards d'années.

### Élévation de la cheminée

Coupe d'une cheminée hydrothermale

Lors de son émission, le fluide chaud rencontre une eau de mer froide, provoquant une précipitation des minéraux successive en fonction de leur stabilité dans les conditions physico-chimiques rencontrées. Une cheminée hydrothermale se forme alors au niveau de la source, et s'élève en structures concentriques. Cette formation se déroule en plusieurs étapes.
Dans un premier temps, à l'émission, une matrice poreuse de barytine (BaSO4) et d'anhydrite (CaSO4) se forme à partir des ions sulfates de l'eau de mer, exempts dans le fluide hydrothermal. L'édifice croît verticalement en s'enrichissant par l'extérieur de dépôts métalliques sulfureux (fer, cuivre et zinc). Petit à petit, ce dépôt entraine le colmatage des matrices poreuses initiales et une « frontière » physique entre le fluide et l'eau environnante se forme.
En deuxième temps, la « fermeture » latérale de la source provoque une augmentation de la température au cœur de la cheminée. Des sulfures de fer (pyrite, marcassite, pyrrhotite, chalcopyrite, isocubanite) et de cuivre précipitent à l'intérieur de la cheminée pour former le conduit central. Progressivement, la structure croît latéralement avec le remplacement de l'anhydrite par des sulfures, plus stables dans les nouvelles conditions de température de la cheminée ; les minéraux s'organisent en structures concentriques.
Enfin, lors de la « vie » du fumeur, le chemin emprunté par le fluide hydrothermal peut varier, utilisant une multitude de cavités et de canaux. Cette multiplicité peut conduire à la formation d'extensions latérales ou « flanges ». Les dimensions d'un fumeur varient entre 70 et 100 m de hauteur pour un diamètre à la base de 25 à 100 m.
Les structures évoluent au cours du temps et les fumeurs sont éphémères : ils peuvent durer de 10 à 100 ans, bien que des fumeurs plus jeunes (entre 1 et 5 ans) peuvent exister sur des zones très actives. Elles peuvent en effet s’écrouler, ou le conduit peut se colmater par précipitation des minéraux. La zone active le long de la dorsale peut se déplacer et entraîner la formation de nouveaux fumeurs et la disparition des anciens.
Ainsi, un site repéré par des scientifiques lors d'une mission peut avoir disparu avant qu'une nouvelle mission y soit retournée.

### Localisation des systèmes hydrothermaux

Carte des systèmes hydrothermaux répertoriés par le NOAA.
d'arcs volcaniques
de dorsales
de bassins arrière-arcs
de points chauds

Les systèmes hydrothermaux sont localisés à des profondeurs variant entre 700 et 4 000 mètres. Ils sont généralement situés dans des zones de forte activité tectonique, comme le long de la dorsale médio-atlantique, de la  dorsale est-Pacifique ou des bassins arrière-arcs du Pacifique occidental. Les sites les plus explorés sont ceux de l'océan Pacifique, où de nombreuses campagnes océanographiques ont été menées (PHARE 2002, AMISTAD en 1999 par exemple) depuis la découverte des monts hydrothermaux.
Sur les 60 000 km de dorsales océaniques que compte le globe terrestre, seules quelques centaines de kilomètres ont été explorées à ce jour. De nombreux sites restent donc à découvrir.

#### SiteRainbow
Le site hydrothermal Rainbow a été découvert en 1997 lors de la campagne de plongée FLORES menée conjointement par cinq pays européens (France, Royaume-Uni, Belgique, Portugal, Irlande). Il se situe à 36° 13′ 39″ N, 33° 54′ 20″ O, au niveau du segment nord de la dorsale médio-atlantique, dans une zone d'affleurement de roches ultramafiques ; les recherches n'ont conduit à la découverte que d'une veine de basalte à un kilomètre à l'est. La température du fluide hydrothermal émis est de 360 °C, ce qui, en raison de la température de l'eau environnante (3,7 °C), conduit à une intense précipitation des minéraux. Le champ couvre une surface de 15 000 m2 (250 × 60 m).

#### SiteLost City

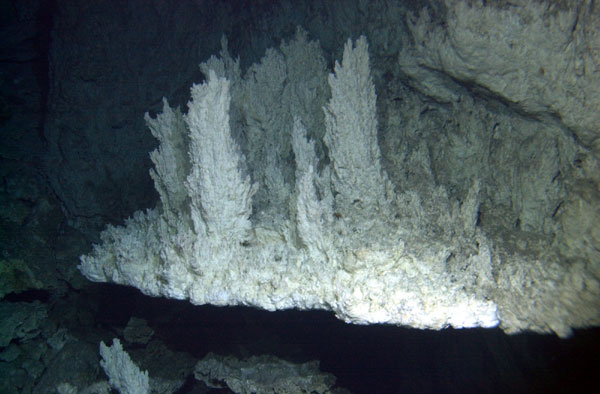
Cette vue du site Lost City permet de voir les différentes structures en colonnes blanches

Le site hydrothermal Lost City a été découvert en décembre 2000. Situé au milieu de l'Atlantique, à 30° 07′ N, 42° 07′ O, ses caractéristiques diffèrent de celles des autres monts hydrothermaux. Il est formé d'évents de méthane et d'hydrogène, qui ne produisent pas de quantités importantes de dioxyde de carbone, de sulfure d'hydrogène ou de métaux. Les réactions chimiques de serpentinisation entraînent un pH alcalin (entre 9 et 11) et des températures basses, de 40 à 91 °C. Les cheminées, blanches, sont constituées de carbonates, et peuvent s'élever jusqu'à 60 m de hauteur.

#### SiteLucky Strike
Le site Lucky Strike est situé au sud-ouest des Açores, dans les eaux portugaises sur la dorsale médio-atlantique, à 37° 18′ N, 32° 16′ O. Il a été découvert en 1993 lors de la campagne FAZAR à une profondeur de 1 700 m. Les 21 cheminées s'étendent sur une zone de 150 000 m2, autour d'une caldeira entourant le lac de lave d'un ancien volcan d'environ 450 m d'altitude pour 13 et 7 kilomètres de dimensions à sa base. La composition du fluide hydrothermal, émis à une température de 333 °C, est originale par la présence en quantité importante de méthane et par la carence en sulfures ; le site est animé par le lac de lave.

#### SiteTrans-Atlantic Geotraverse
Le site Trans-Atlantic Geotraverse (TAG) est localisé à 26° 08′ N, 44° 49′ O, à une profondeur moyenne d'environ 3 645 m dans l'océan Atlantique, le plaçant directement sur la croûte océanique, basaltique, âgée à son niveau de 100 000 ans. Le champ hydrothermal se trouve sur une butte de 250 m de large.

### Les fumeurs noirs

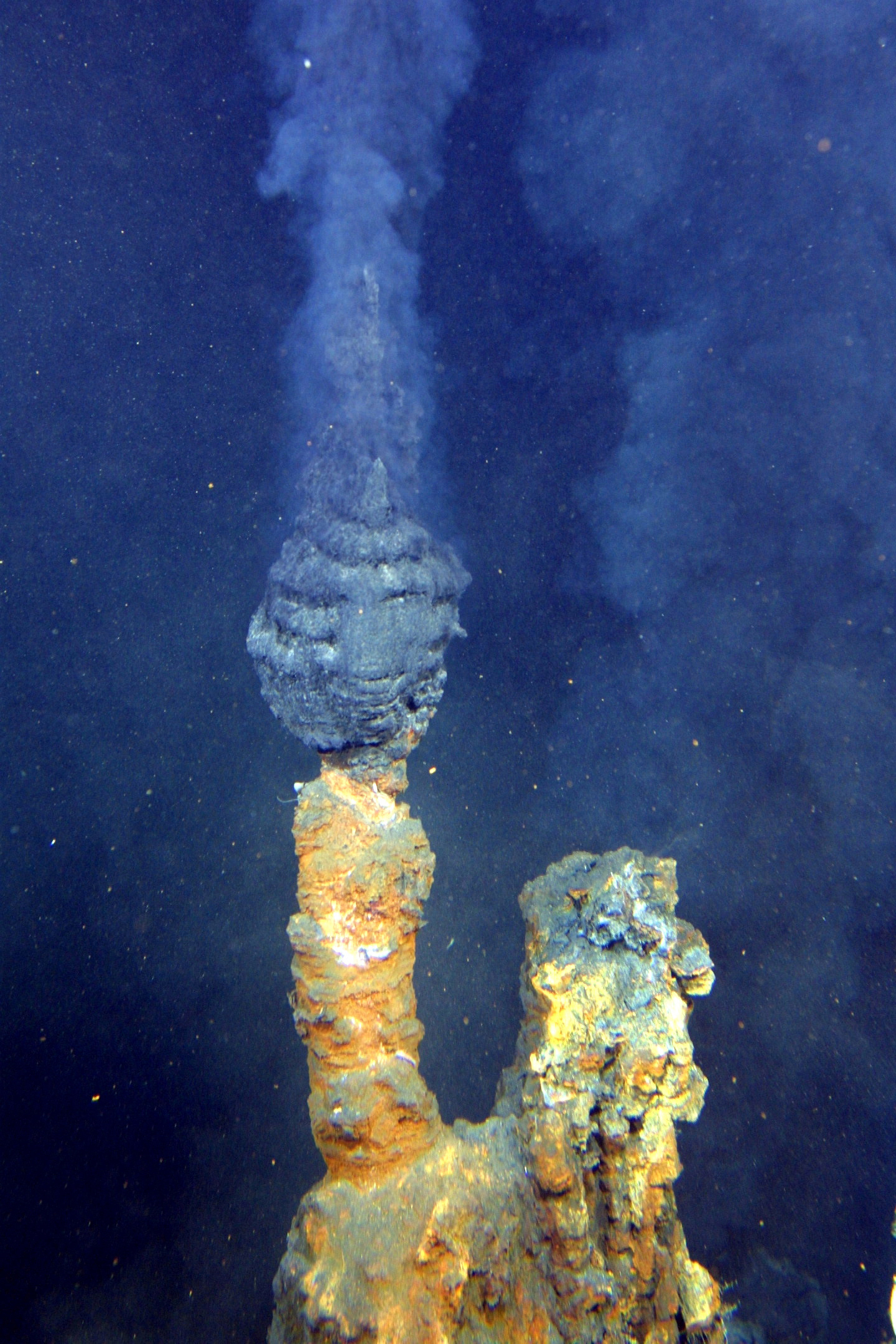
The Brothers, situés au niveau de la Nouvelle-Zélande, observés en 2007 par le robot américain Quest 7

Un fumeur noir émet de l'eau sulfureuse (sulfure métallique) à très haute température (350 °C). Le fluide ne subit pas de dilution par l'eau de mer avant l'émission. La coloration noire du fluide hydrothermal émis vient de sa forte teneur en fer et en manganèse.

### Les fumeurs blancs

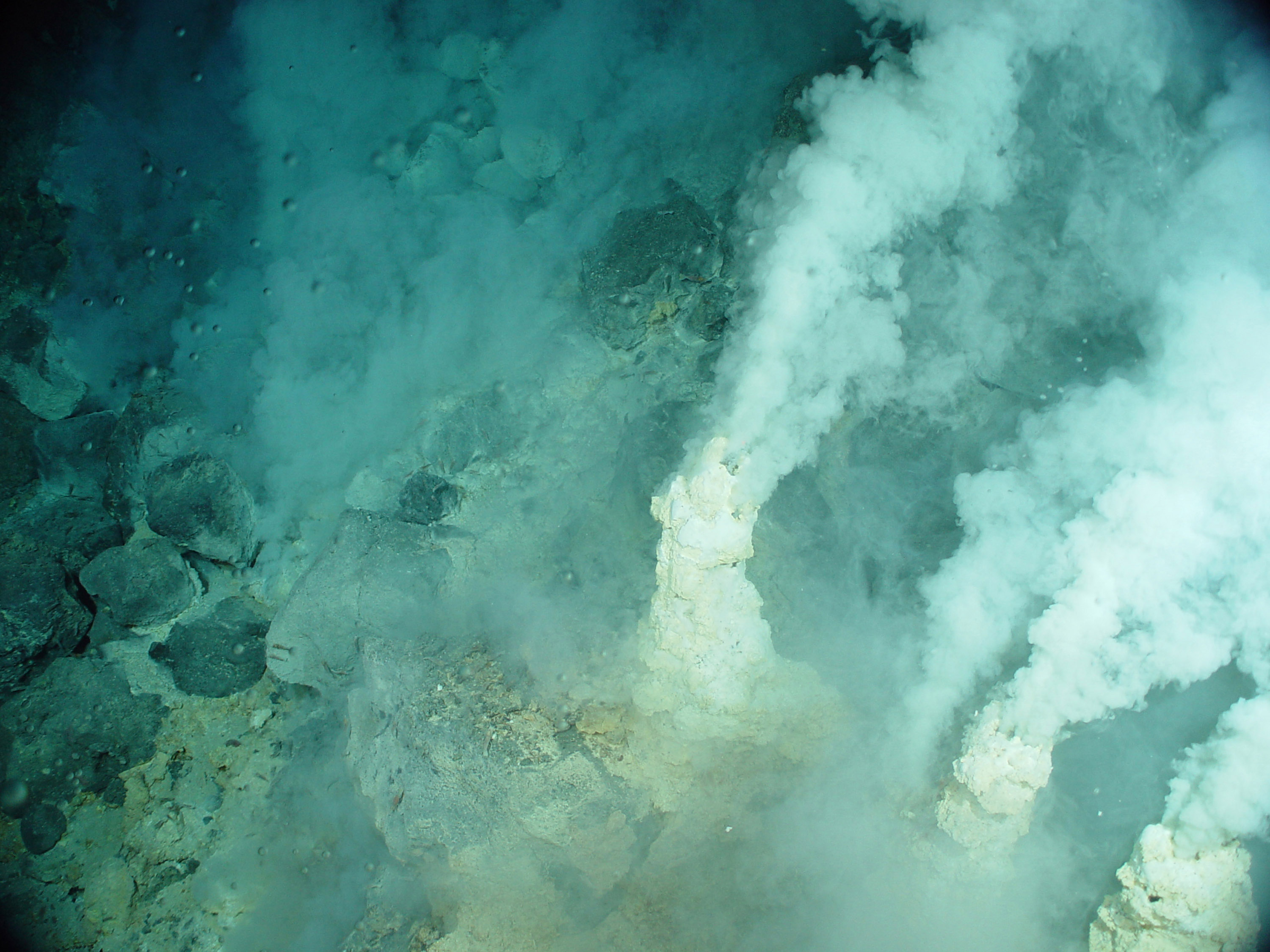
Des fumeurs blancs

Les fumeurs blancs (ou « diffuseurs ») se forment lorsque le fluide hydrothermal rencontre lors de sa remontée vers le plateau continental de l'eau plus froide, c'est-à-dire lorsqu'il est dilué par l'eau de mer avant son émission ; les minéraux précipitent à ce moment. Ils émettent de l'eau contenant du baryum et du sulfate de calcium. La température en sortie est moins importante que pour les fumeurs noirs (inférieure à 280 °C), tout comme la vitesse de diffusion (entre 0,1 et 0,5 m/s) qui s'effectue au travers de nombreux petits canaux, en raison de l'absence de conduit central sur ce type de fumeurs. Le fluide peut être blanc ou translucide ; dans cette dernière situation, il présente 20 % de salinité mais ne contient pas de particules. L'édifice final est riche en zinc ; sa matrice est composée en majeure partie de sulfures de zinc et de fer, sans d'anhydrite et avec de faibles concentrations en fer.

## Écosystème des sources hydrothermales

Schéma (sans échelle) du parcours emprunté par le panache hydrothermal à travers la terre, et coupe d’une cheminée hydrothermale.

La vie au niveau des monts hydrothermaux est, contre toute attente, luxuriante. Dans un environnement abyssal à moins de 2 °C, une pression hydrostatique élevée (entre 100 et 500 bars), d'importantes communautés vivantes se sont développées, alors qu'en l'absence de lumière, aucune production primaire photosynthétique, base de tout écosystème, n'est envisageable. La découverte de l’écosystème associé aux sources hydrothermales a bouleversé les connaissances en biologie de l’époque et notamment la conviction que la vie macroscopique était impossible sans lumière. Au niveau des sources hydrothermales, la production primaire est assurée par des micro-organismes chimiosynthétiques. Ces organismes chimiolithotrophes utilisent l'énergie chimique des sels dissous pour remplir la fonction de la photosynthèse chez les végétaux. Ils forment ainsi le premier maillon de la chaîne alimentaire, dont se nourrissent les consommateurs primaires. On trouve aussi des associations symbiotiques dans lesquels le symbiote apporte l’énergie à l’hôte.
La vie est localisée autour des points d’émission des fluides hydrothermaux qui se mélangent à l’eau de mer. Il existe un gradient de température au fur et à mesure que l’on s’éloigne du point d’émission des fluides, et l’on peut trouver des communautés animales de pôle chaud et des communautés animales de pôle tiède.

### Organismes vivants
Les monts hydrothermaux hébergent une population microscopique et macroscopique hautement spécialisée.
Ainsi, les espèces observées dans ces milieux sont souvent endémiques ; sur plus de 440 espèces découvertes avant 1997, 91 % ne peuvent vivre ou se reproduire qu'autour de sources hydrothermales (selon les connaissances disponibles).

#### Micro-organismes

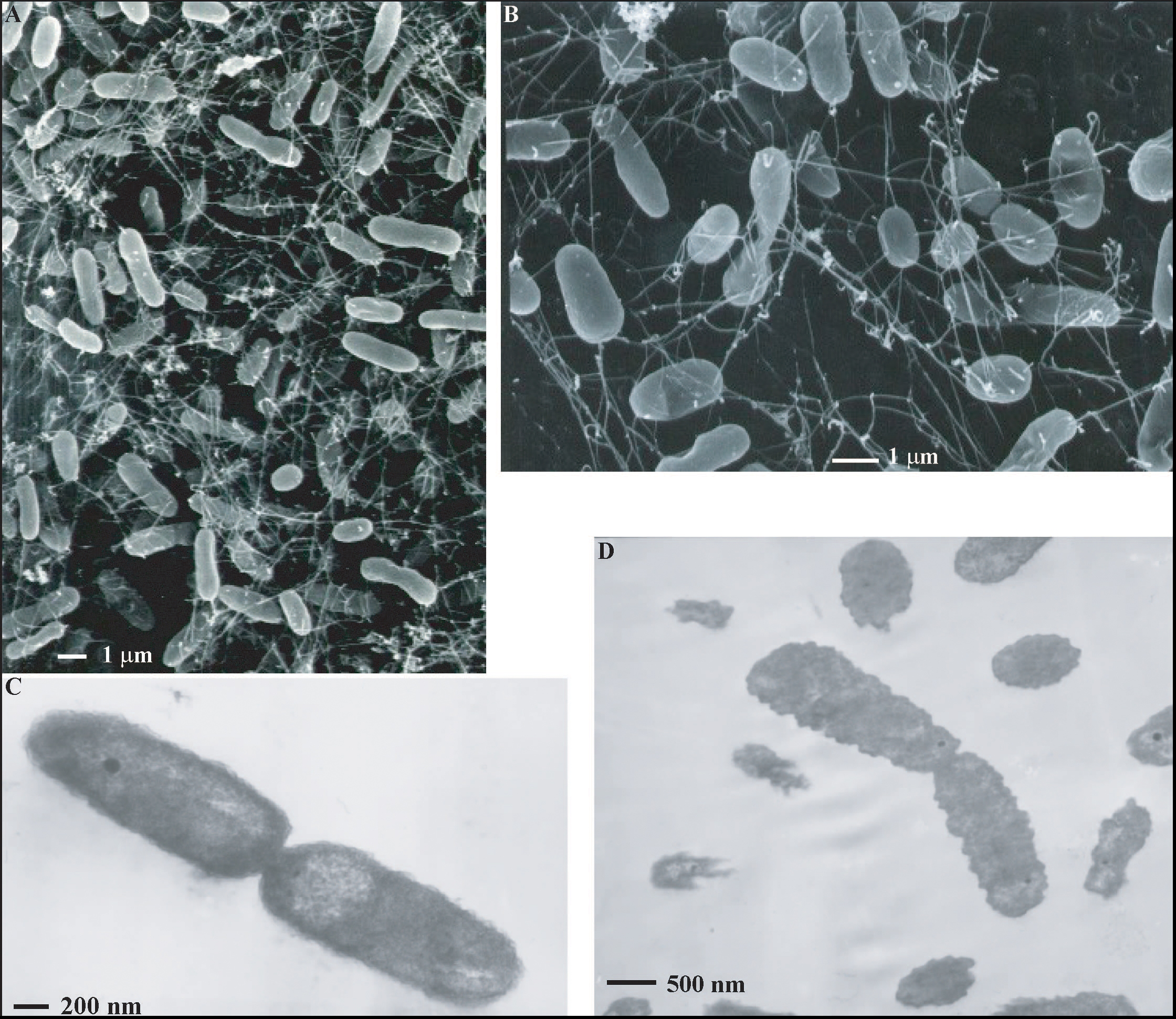
Des bactéries thermophiles isolées des fluides. Cet organisme se nourrit d'hydrogène et de soufre. Il fixe son carbone à partir de dioxyde de carbone.

Parmi les micro-organismes, on distingue les extrémophiles (bactéries et archées), qui peuvent se multiplier au plus près de la cheminée à des températures et souvent des pressions très élevées, et les thermophiles, qui vivent sous forme libre dans le fluide hydrothermal. C’est le cas des Thermococcales, comme les genres Pyrococcus et Thermococcus, et des Archaeoglobales. Certains sont également barophiles, comme Pyrococcus abyssi. Des bactéries plus mésophiles se développent sur les roches environnantes, formant des tapis, comme Beggiatoa et Thiothrix. La plupart de ces micro-organismes se développent en ecto- ou endo-symbiose avec la faune abyssale colonisant les environs des cheminées.

#### Communautés animales

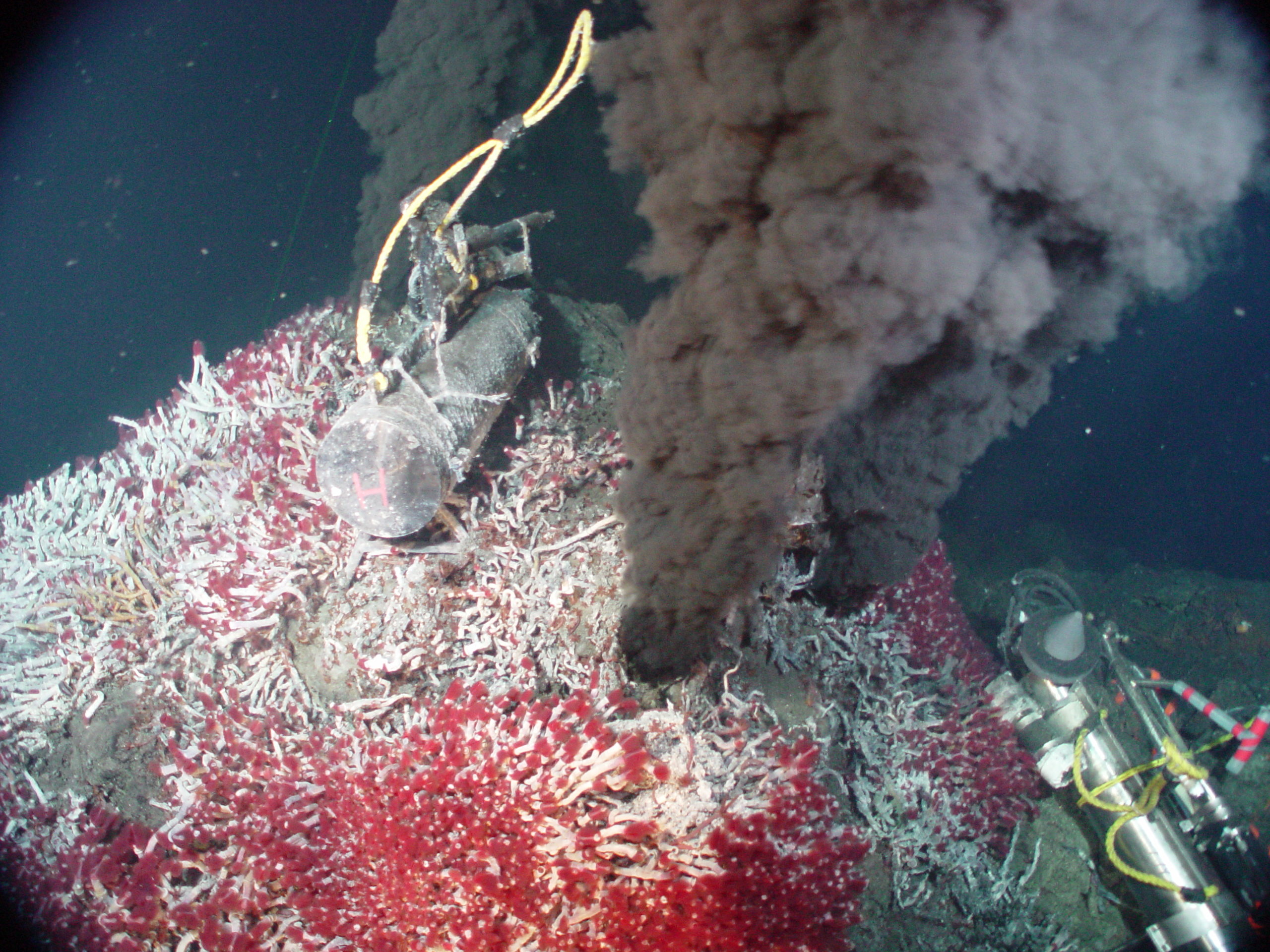
Une communauté de vers tubicoles géants à la base d'un mont hydrothermal.

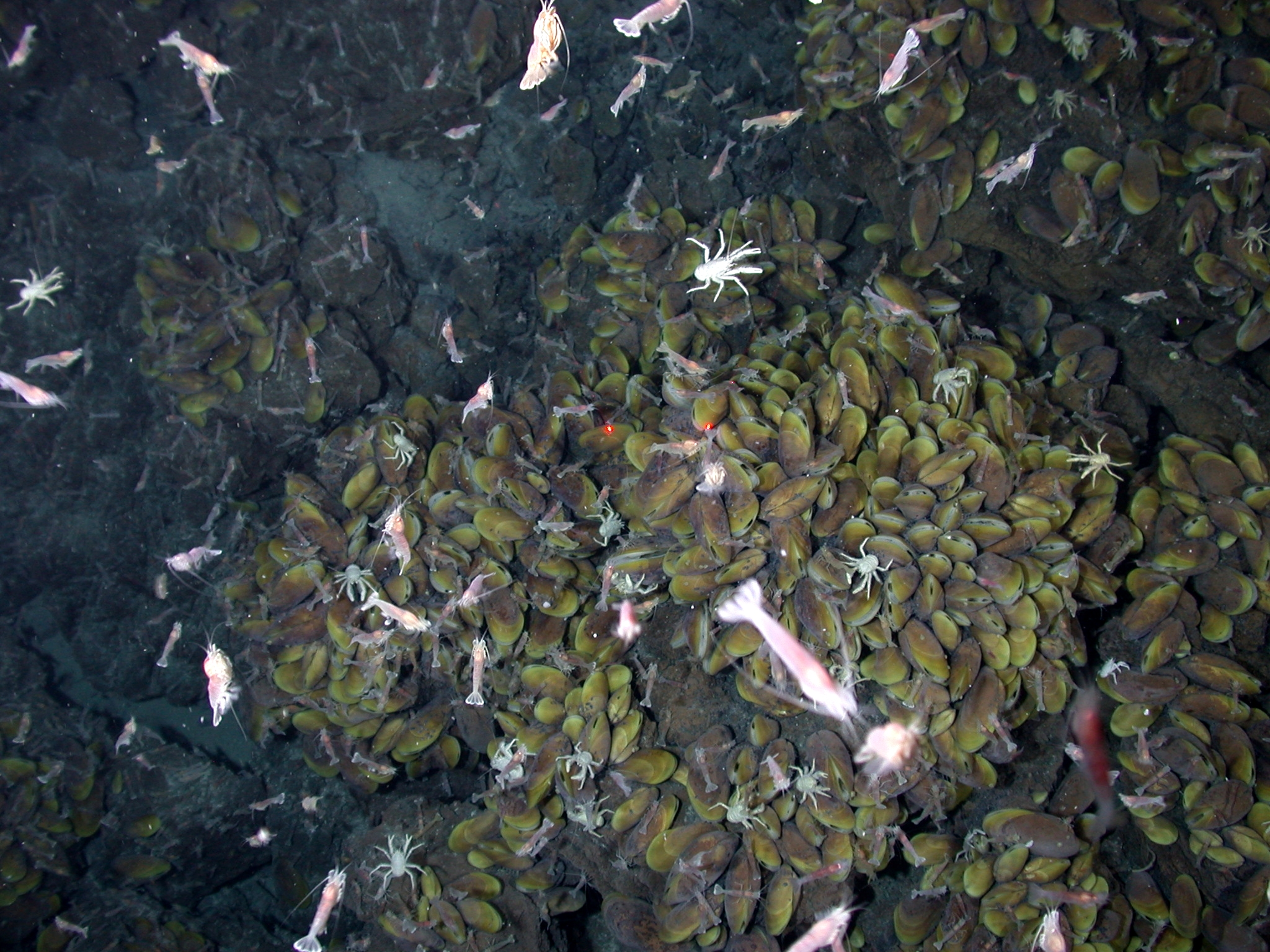
Des crevettes (Alvinocaris), quelques galathées et des centaines de bivalves (Bathymodiolus).

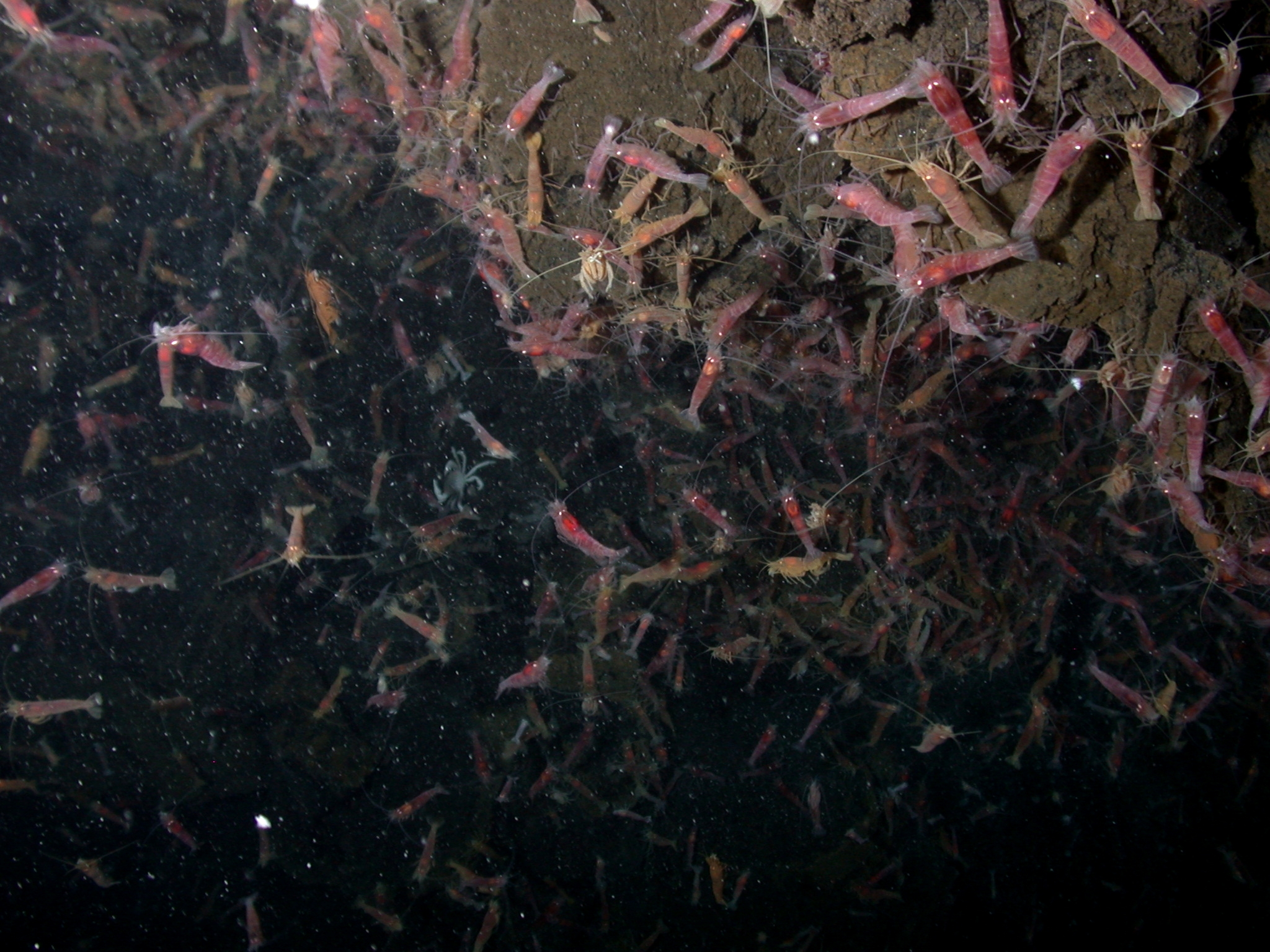
Une essaim de crevettes du genre Alvinocaris près d'une cheminée de la ceinture de feu du Pacifique.

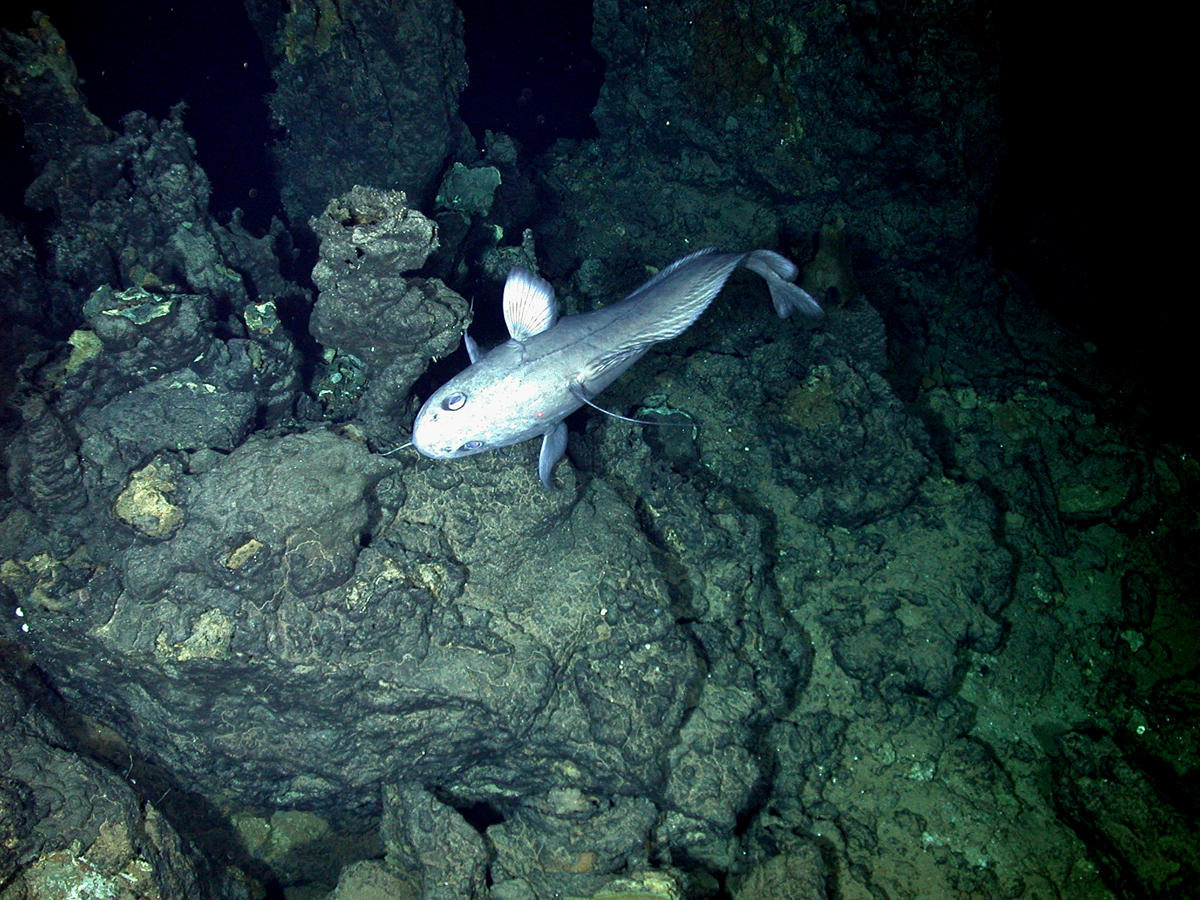
Un grenadier à côté d'un fumeur éteint.

Les communautés animales sous-marines hydrothermales sont caractérisées par :
- une biomasse importante (jusqu'à 50 kg/m2) répartie sur des surfaces limitées ;
- un développement entièrement dépendant aux micro-organismes comme les micro-organismes symbiotiques participant à la production primaire chimiosynthétique et à la détoxication du milieu ;
- une diversité spécifique faible associée à un fort taux d'endémisme : 97 % des espèces appartiennent à de nouveaux taxons ;
- des stratégies de propagation, en raison de l'instabilité de l'activité hydrothermale. Afin de coloniser de nouveaux espaces, certains organismes emploient leur mobilité, alors que pour les épibenthiques, ce sont leurs propagules (comme les larves) qui sont transportées par les courants ;
- une distribution en auréoles autour de la colonne hydrothermale.

La macrofaune vit à proximité des fumeurs, dans de l'eau entre 4 et 50 °C :
- Au pôle chaud (20-50 °C), le plus proche des cheminées, on peut trouver des annélides polychètes des genres Alvinella (ver de Pompéi) et Paralvinella, ainsi que des crabes de la famille des Bythograeidae (par exemple du genre Cyanagraea).
- Plus loin, le pôle tiède (10-20 °C) est occupé par des vers tubicoles (Riftia pachyptila, Lamellibrachia barhami), des crabes, de petits poissons (anguille des sources, Aphyonidés…). Des nuées d'alevins chassent les crustacés dans les fluides.
- Au pôle froid vivent des animaux plus grands, comme des poulpes (Benthoctopus, Graneledone), des poissons abyssaux benthiques (grenadiers, donzelles, chabot blob) des communautés de bivalves (Bathymodiolus, Calyptogena)

Des organismes comme le ver Riftia pachyptila, l’annélide Alvinella pompejana, la crevette Rimicaris exoculata sont utilisés comme modèles et très étudiés par différents laboratoires. La plupart des animaux pélagiques observés sont très lents. Mais dans un cas, des essaims denses de milliers de petits crustacés pélagiques amphipodes nageant à grande vitesse ont été observés par le submersible Alvin à environ 2 520 et 2 580 m de profondeur sur la dorsale Est-Pacifique. Ils vivent en association avec des moules, palourdes et vers tubicoles. Ils semblaient nager au-dessus, et immédiatement en aval des fissures hydrothermales, pour se maintenir dans le flux hydrothermal (vitesse : 5-10 cm/s).

### Cycles biogéochimiques
Un cycle biogéochimique est un processus de transport et de transformation cyclique d'un élément ou d'un composé chimique. Au niveau des écosystèmes hydrothermaux sont observés les cycles du fer, de l'azote, du carbone et du soufre.

## Longévité et colonisation

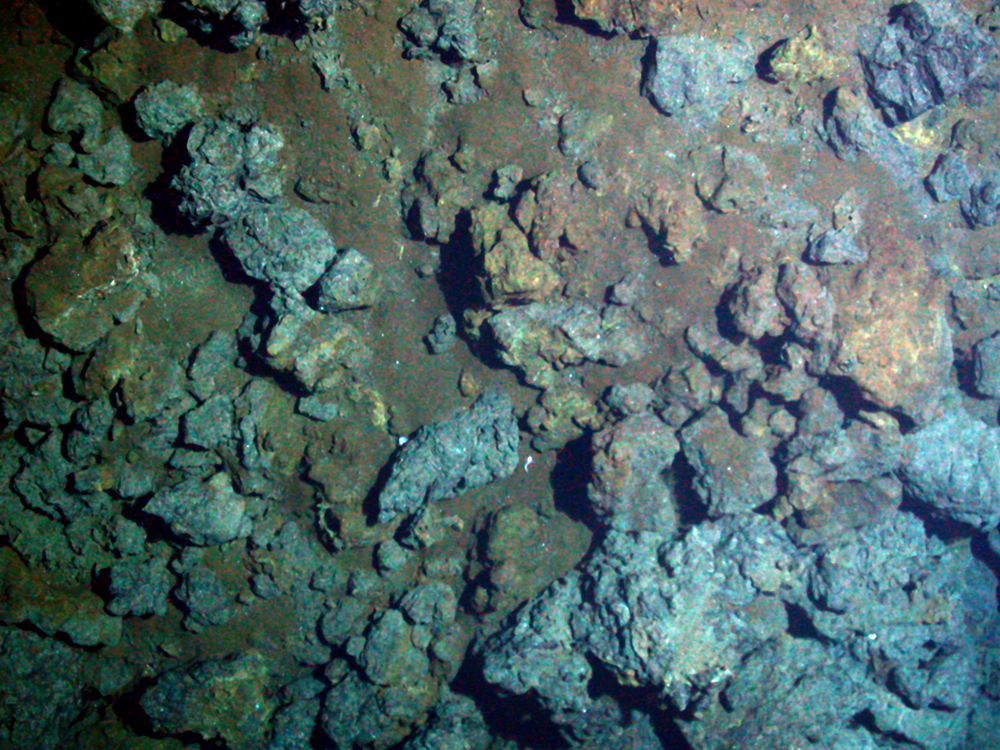
Les fluides hydrothermaux contiennent des minéraux dissous qui se refroidissent et réagissent avec l'eau de mer pour ensuite se précipiter sous forme de sédiments sur le fond marin environnant.

Les écosystèmes des évents hydrothermaux profonds sont des environnements uniques, parfois éphémères, mais souvent très anciens, a priori écologiquement et énergétiquement isolés, mais à large répartition mondiale. Ils sont caractérisés par une grande longévité géologique, et ont a priori été épargnés par les épisodes d'extinction et de spéciation qui ont touché les zones d'eaux peu profondes et terrestres. Leur fonctionnement biogéographique est encore mal compris. Les données réunies par des chercheurs notamment français, canadiens, allemands, japonais et américains montrent des tendances intrigantes dans la composition taxonomique et la distribution des organismes de ventilation sur les sites d'étude géographiquement isolées.
Les patterns de biodiversité de ces espèces commencent à être étudiés. Les similitudes régionales dans la répartition de cette faune semblent pouvoir être expliquées par la distance entre les émissaires et par l'histoire de tectonique des fonds marins et en particulier des crêtes sous-marines. Les scientifiques supposent que certaines espèces d'animaux abyssaux se servent des carcasses de baleines, pour étendre leur aire de répartition et ainsi coloniser d'autres écosystèmes, tels que les cheminées hydrothermales.

## Théories biologiques

### La théorie du monde fer-soufre
La théorie du monde fer-soufre, créée par le chimiste allemand Günter Wächtershäuser (en), suggère que la vie pourrait avoir son origine dans les monts hydrothermaux. Wächtershäuser pense qu'une forme primitive de métabolisme a précédé la génétique. Par métabolisme, il entend un cycle de réactions chimiques qui produisent de l'énergie sous une forme qui peut être exploitée par d'autres processus.
La théorie suggère que la synthèse des acides aminés a pu se produire dans la croûte terrestre, ils seraient ensuite sortis le long des fluides hydrothermaux dans les eaux plus froides, où la baisse des températures et la présence de minéraux argileux aurait favorisé la formation de peptides et protocellules. Cette hypothèse est séduisante en raison de l'abondance de méthane (CH4) et d'ammoniac (NH3) présents dans les monts hydrothermaux, une condition qui n'a pas été fournie par l'atmosphère primitive de la Terre. Une des principales limites de cette théorie est le manque de stabilité des molécules organiques à des températures élevées, mais certains scientifiques suggèrent que la vie serait apparue hors des zones de températures élevées. Il existe de nombreuses espèces d'extrémophiles et d'autres organismes qui vivent autour des monts hydrothermaux, ce qui suggère qu'il s'agit bien d'un scénario possible.

## Exploitation économique
Certaines entreprises ou certains pays s'intéressent à la possibilité d'exploiter commercialement les sources chaudes comme source de calories ou pour l'exploitation minière offshore. C'est le cas par exemple de la Nouvelle-Zélande, dont la zone économique exclusive (ZEE) est située sur une zone de subduction riche en sources hydrothermales.
Les premières licences (ou concessions) de forage ont été déposées en 2008 (pour une zone dite « Rumble II West Seamount » qui n'a été découverte qu'en août 2007) par le groupe « Neptune minerals »), l'une des premières entreprises constituées pour exploiter les richesses minérales des grands fonds et en particulier les (SMS ou seafloor massive sulphide), qui voudrait commencer à remonter des concrétions issues des cheminées hydrothermiques à partir de 2010. Selon elle, cette entreprise avait déjà acquis en 2008 des permis de prospection pour une surface de fonds marins de plus de 278 000 km2 dans les eaux territoriales de Nouvelle-Zélande, Papouasie-Nouvelle-Guinée, les États fédérés de Micronésie et de Vanuatu, avec en outre des demandes de permis pour prospecter  436 000 autres km2 des eaux territoriales de la Nouvelle-Zélande, du Japon, des Mariannes du Nord (Commonwealth des États-Unis), des îles Palaos et d'Italie.

### Production d'énergie
L'utilisation des fumeurs pour produire de l'énergie a l'avantage, contrairement à la géothermie, de ne nécessiter aucun forage ou l'installation de centrales de pompage et de pressurisation, puisque le processus de charge/décharge est naturel. De plus, la température du fluide hydrothermal est bien supérieure à celle de l'eau récupérée par géothermie (de 100 à 150 °C). Ainsi dès 1978, soit l'année suivant la découverte des monts hydrothermaux, un groupe du département de l'énergie américain fut chargé d'évaluer les possibilités. Le projet n'a pas abouti.
Plus récemment, de nouveaux projets sont nés. L'idée est de récupérer le fluide hydrothermal, de l'amener jusqu'à une plate-forme en surface, où de l'énergie électrique serait produite par des turbines et transférée par des câbles sous-marins vers les terres. Le fluide est ensuite re-transféré vers le fond, où il est libéré. D'autres projets proposent, au lieu de récupérer le fluide émis, un circuit fermé, où de l'eau circulerait en continu dans des tuyaux entre la surface et les fumeurs.

### Conséquences environnementales?
Le Dr Simon McDonald directeur du groupe Neptune a déclaré en 2008 qu'il reconnaissait que ce type d'activité posait des problèmes environnementaux, mais que son groupe s'engageait à travailler dans un esprit de bonne gestion de l'environnement marin et de communication transparente vers toutes les parties prenantes. Les biologistes craignent de graves impacts sur la fragile biodiversité des grands fonds fortement concentrée autour de ces zones et souvent caractérisée par des espèces à croissance très lente, à maturité sexuelle tardive et présentes en faible densité, avec beaucoup d'espèces encore inconnues de la science.

## Photographies

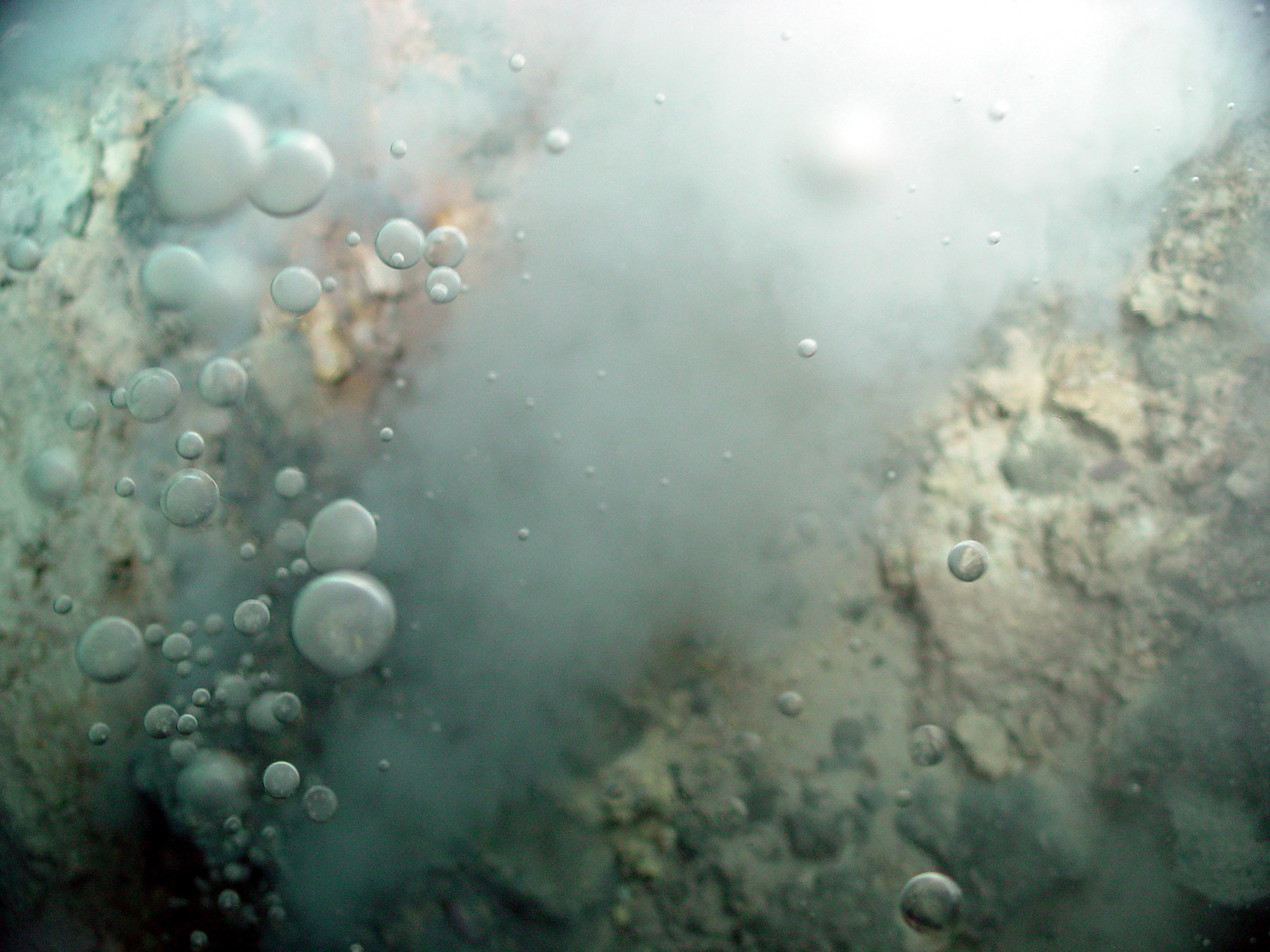
Des fumeurs blancs
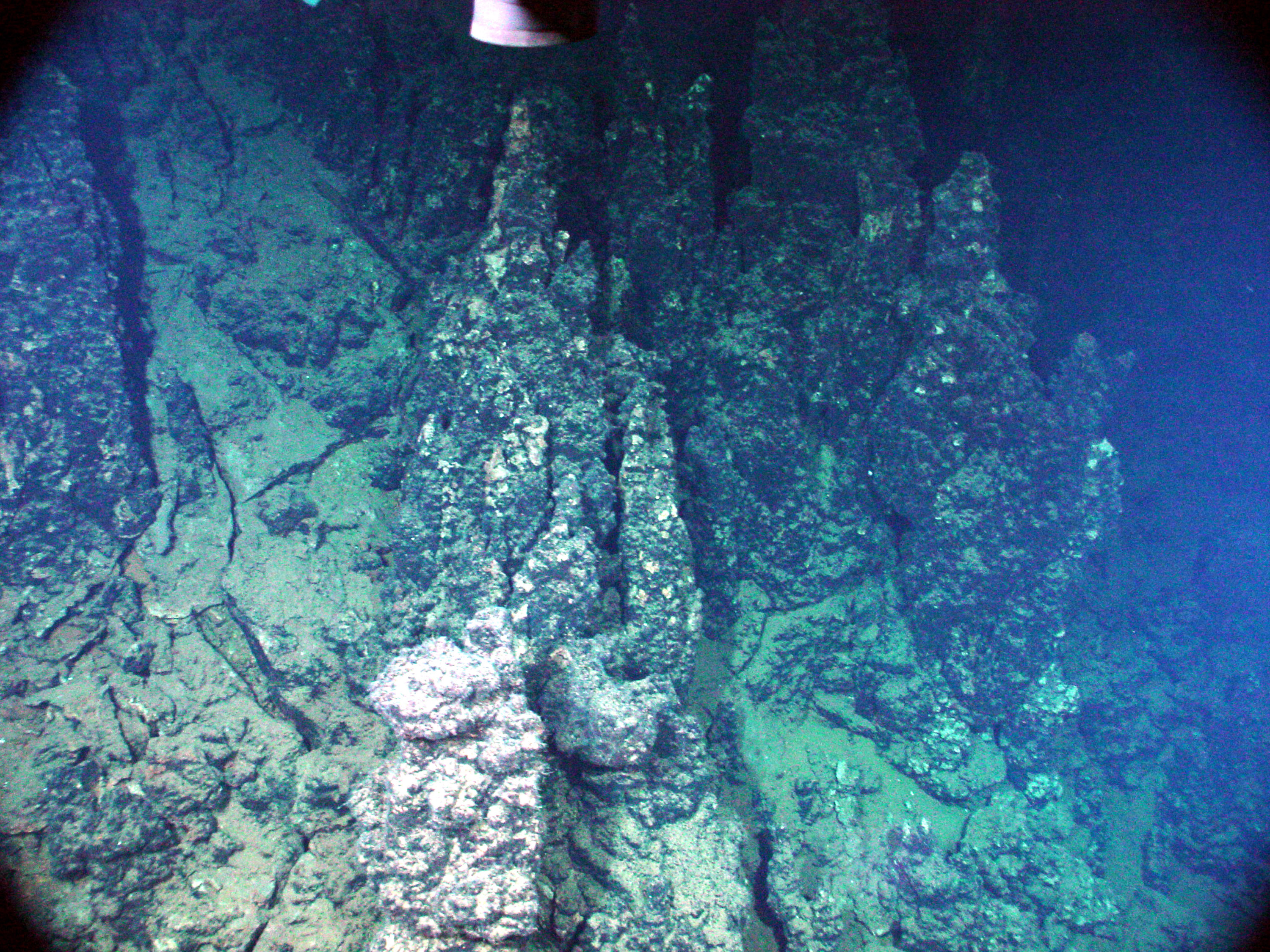
Des fumeurs éteints.
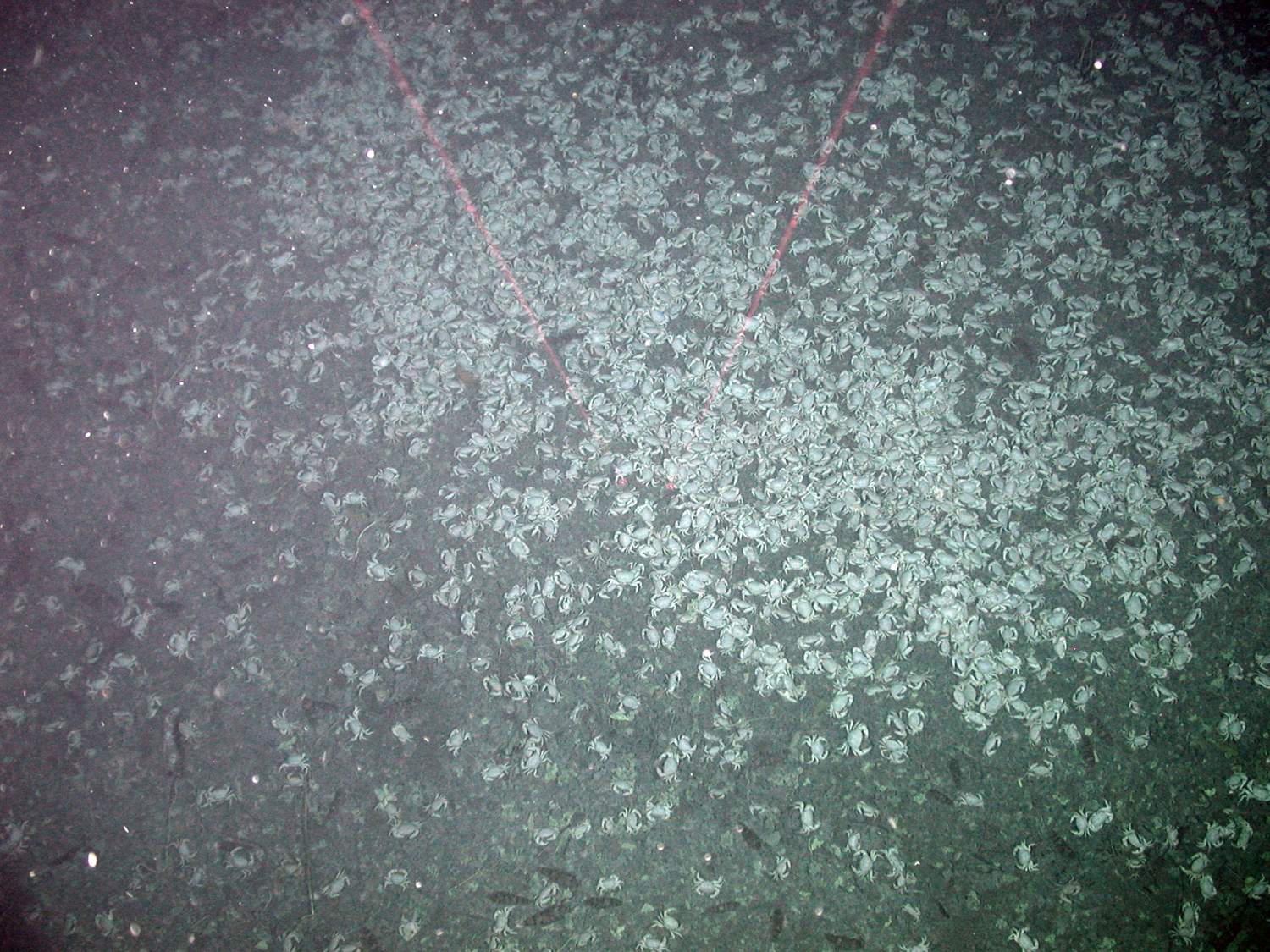
Des milliers de crabes du genre Cyanagraea
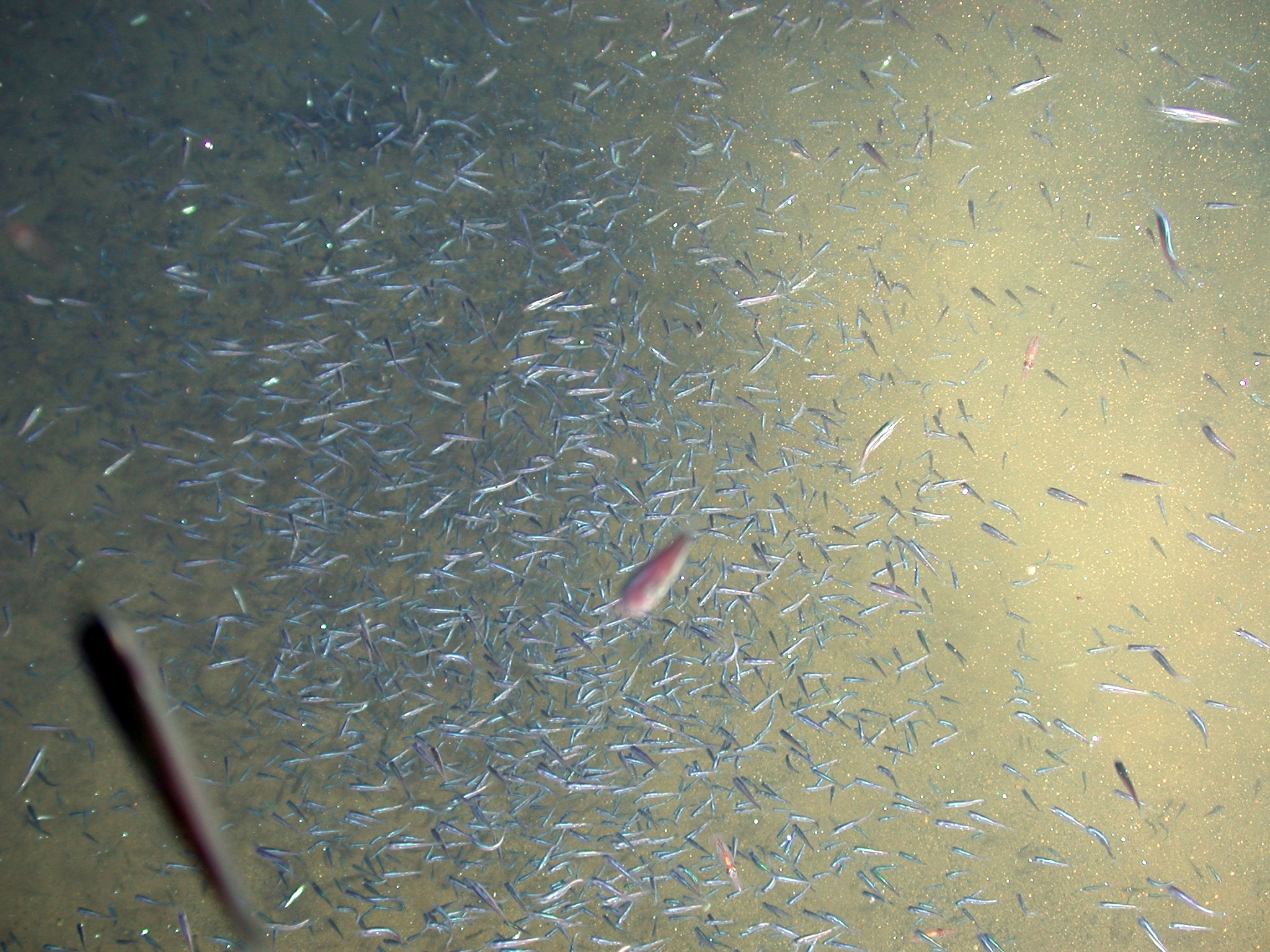
Un banc d'alevins dans des fluides hydrothermaux

### Vidéos
- [vidéo] « Phare 2002, la campagne océanographique »(Archive.org • Wikiwix • Archive.is • Google • Que faire ?), sur canal-u.tv, 2002 (consulté le 17 avril 2011)
- [vidéo] « Bactéries de l'extrême »(Archive.org • Wikiwix • Archive.is • Google • Que faire ?), sur canal-u.tv, 1997 (consulté le 17 avril 2011)